# Muzeum neandrtálců v Krapině

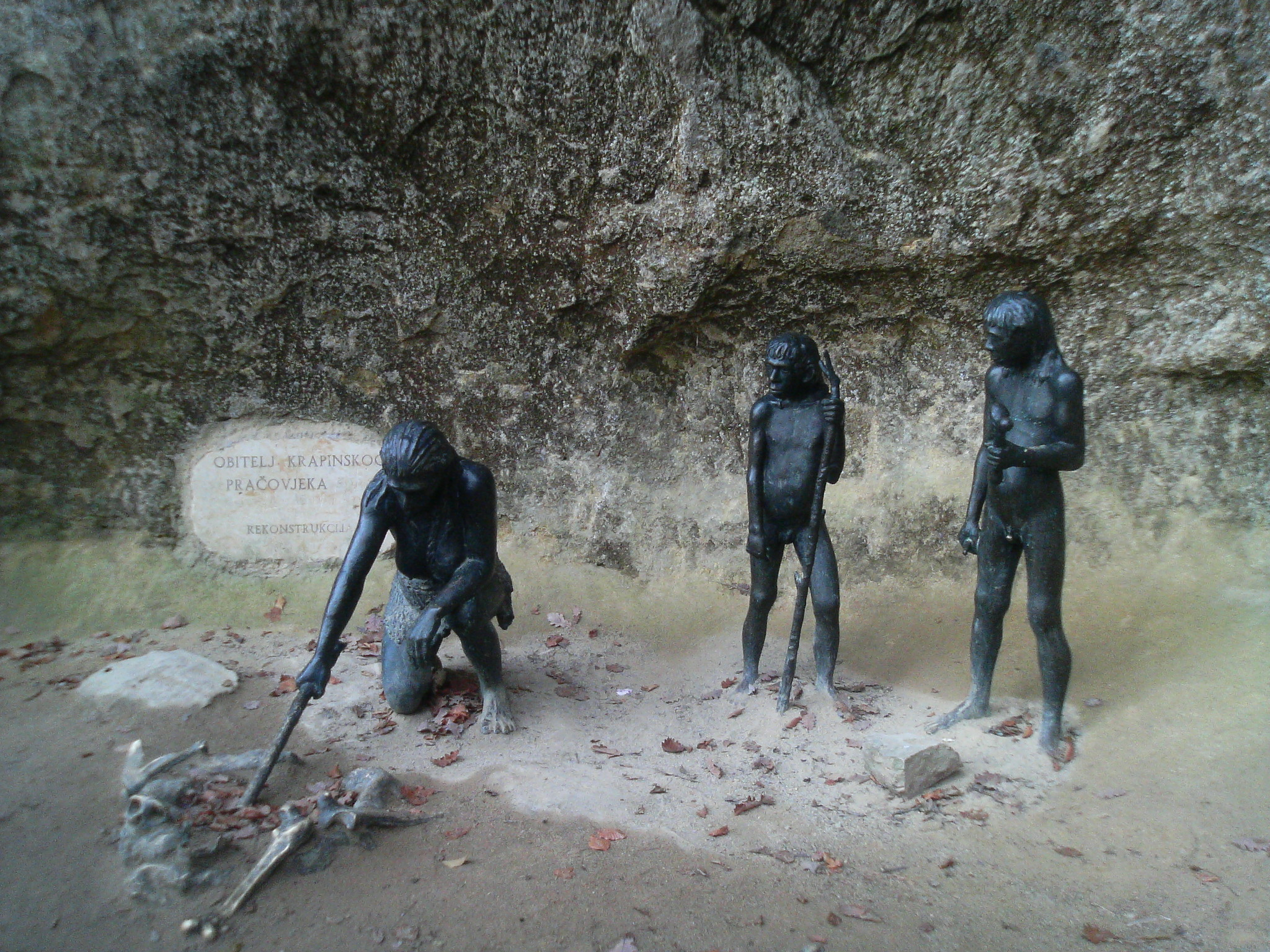
Hušnjakovo brdo, naleziště fosílií pravěkého člověka

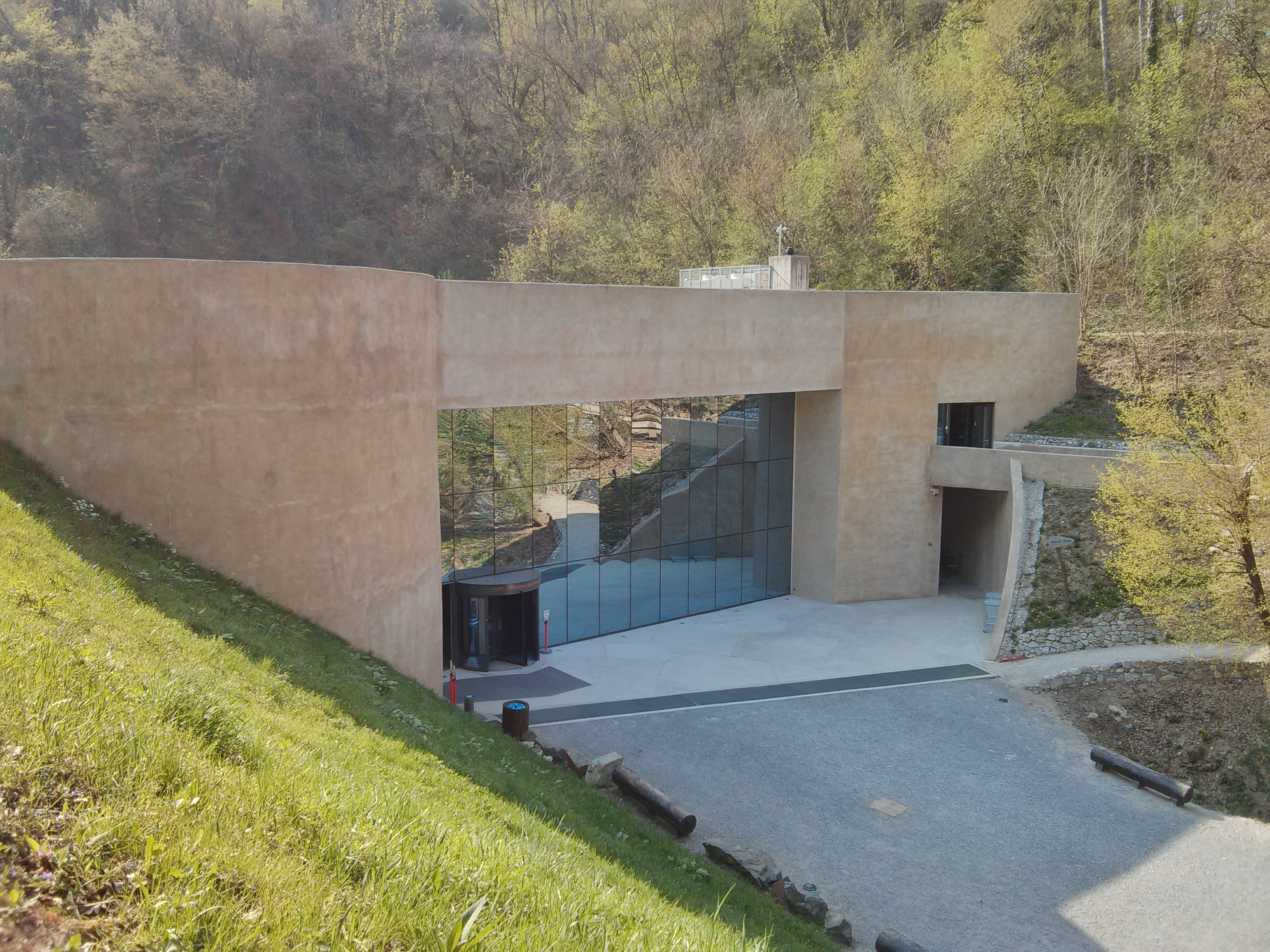
Muzeum krapinských neandrtálců zvenčí připomíná jeskyni

Muzeum neandrtálců v Krapině (chorvatsky Muzej krapinskih neandertalacase) je muzeum v Krapině u Záhřebu na severu Chorvatska. Zabývá se prehistorií a ranou historií lidstva i neandrtálců, kteří na tomto místě kdysi asi před 130 000 lety žili.
Nedaleko města Krapina se nachází významné naleziště fosilních kostí neandrtálského člověka. Roku 1899 zde bylo nalezeno největší množství fosilních kostí neandrtálce v Evropě. Poblíž archeologického naleziště existuje již několik desetiletí park, ve kterém jsou instalovány velké sochy pleistocenních zvířat a neandrtálců, a nacházelo se tu i malé muzeum. V roce 2010 bylo nedaleko od areálu otevřeno nové muzeum. Rozkládá se na 1200 metrech čtverečních ve dvou patrech a je jednou z nejmodernějších muzejních budov pro pravěk v Evropě.
Samotné muzeum nabízí prostřednictvím audiosystému prohlídku s průvodcem v chorvatštině, němčině, francouzštině, italštině a angličtině. V těchto a dalších jazycích jsou k dispozici další texty ke čtení. Kromě expozice je v muzeu k dispozici filmové plátno, kavárna a muzejní obchod. U muzea také začíná i končí stezka prehistorického umění, v níž jsou umístěna díla několika umělců.

## Historie naleziště
Roku 1899 bylo na Hušnjakově vrchu, chorvatsky Hušnjakovo brdo, nalezeno přes 900 fosilií neandrtálce, několik tisíc zvířecích ostatků a tisíc kamenných nástrojů. Mezi lety 1899 a 1905 bylo naleziště zde probíhal výzkum naleziště, kterému velel jeho objevitel chorvatský paleontolog Dragutin Gorjanović-Kramberger. Bylo zjištěno, že na místě stála jeskyně, ve které žilo 70 až 80 jedinců mužského a ženského pohlaví ve věku 2 až 27 let. Jeskyně byla zatopena řekou Krapinčicou, kdy za procesu sedimentace došlo k zachování ostatků.

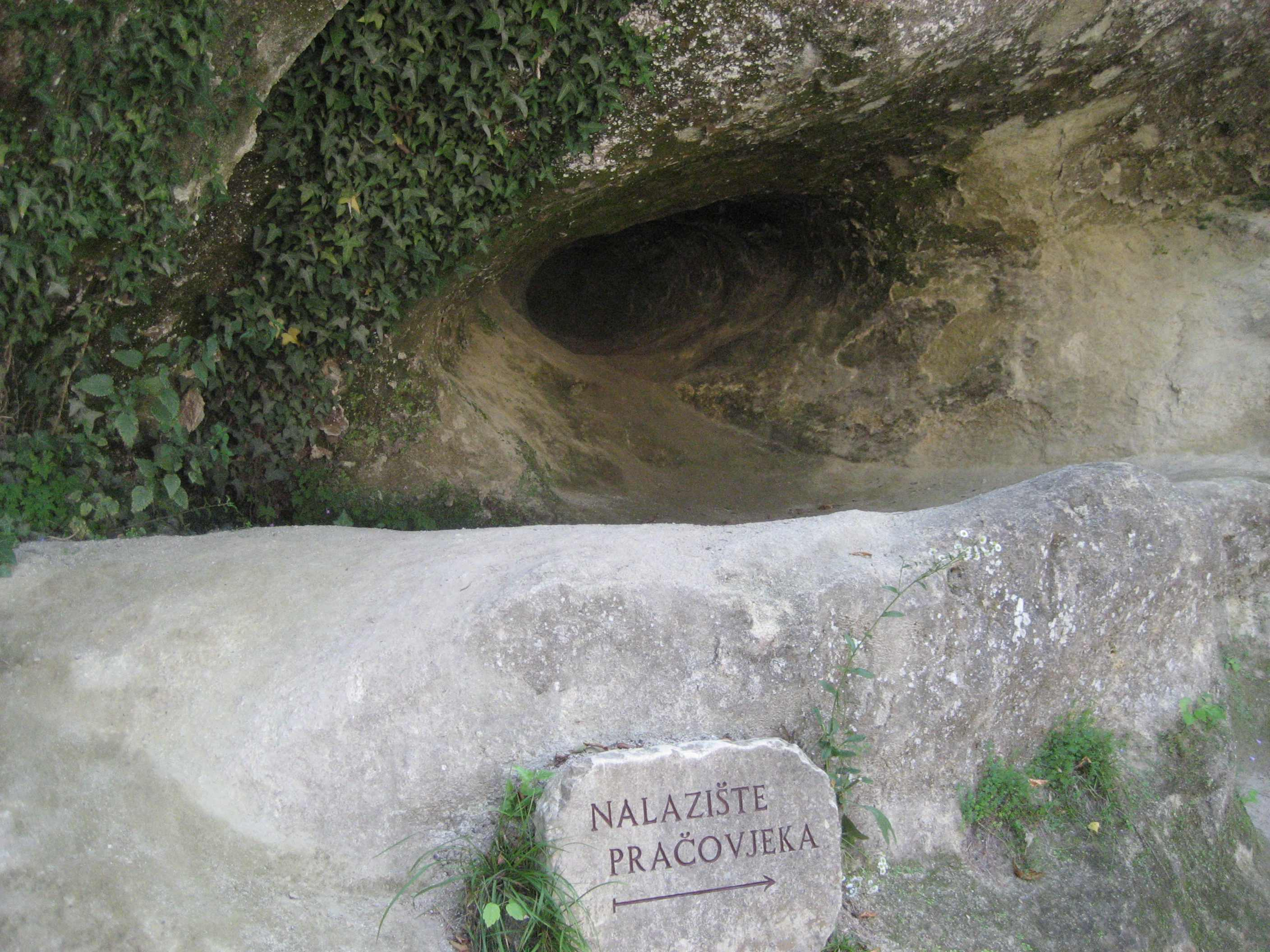
Krapinské naleziště fosilií

## Krapinští neandrtálci
Krapinský neandrtálec, vědecky známý jako Homo sapiens neanderthalensis, žil na území dnešní Evropy cca. před 250 00 až do svého vymizení z Evropy před přibližně 30 000 lety.
Při zkoumání naleziště bylo pomocí metodou elektrospinové rezonance na vzorku zubní skloviny nosorožce zjištěno, že Krapinu neandrtálci obývali před více než 125 000 lety. 

### Anatomie
Z anatomického hlediska byli neandrtálci fyzicky dvakrát silnější než dnešní člověk. Měli protáhlou lebku, dospělí jedinci výrazné nadočnicové foramenové oblouky, široké nosní dutiny a větší a silnější čelisti s extrémně tvrdými zuby. Podobně jako moderní člověk vážili kolem 80 kilo a měřili kolem 165 cm. Většina krapinských neandrtálců byla pravoruká. 

### Způsob života
Při výzkumu ostatků vyšlo najevo, jakým způsobem  neandrtálci vedli život. Při vykonávání činností, na které nám dnes postačí ruce, si pomáhali pusou, ve které například přenášeli věci či drželi nástroje. Krapinští neandrtálci uměli rozdělat oheň, byli schopni mluvit a pohřbívali své mrtvé při vlastních pohřbívacích rituálech.

## Muzeum neandrtálců v Krapině

### Vznik muzea
Muzeum se nachází mezi vrchem Hušnjakovo a vrchem Josipovac na druhé straně od samotného naleziště ostatků. Dříve na místě dnešního muzea stálo jiné muzeum zaměřené na horniny a minerály Chorvatského záhoří, chorvatsky Hrvatsko zagorje, vývoj života na zemi a Krapinské neandrtálce. O přestavbě budovy na muzeum s zaměřením přímo na neandrtálce se začalo uvažovat v roce 1999 a roku 2002 byla započata přestavba, které se ujali architekt Željko Kovačić a paleontolog Jakov Radovčić.
Výstavba nového muzea skončila roku 2010 a pro širokou veřejnost bylo otevřeno 27. února tentýž roku a první den jej navštívilo přes 8 tisíc návštěvníků. Muzeum je zajímavé i svým vzhledem, neboť zvenčí připomíná jeskyni, která má být moderní interpretací té, co se nacházela na místě naleziště.
V muzeu se nachází stálá expozice, která ukazuje, jak žili Prohlídka muzea začíná v sále, který je věnován objevení naleziště a jeho objeviteli. Dále pokračuje expozice k zrodu vesmíru a jeho vývoji a následuje sál o vzniku planety Země a vzniku života na ní. Expozice pokračuje životem a anatomií prvních lidí. Poslední část se zabývá krapinskými neandrtálci. Je zde zrekonstruovaná scéna v jeskyni, kde tráví neandrtálci svůj večer u ohně, jsou zde k vidění například nástroje z jejich doby.
Konec expozice ukazuje, proč do dnešní doby nepřežili neandrtálci, ale moderní člověk.

## Evropské kulturní dědictví
Muzeum neandrtálců v Krapině a naleziště Hušnjakovo byly roku 2016 zařazeny na seznam Evropského kulturního dědictví, a staly se tak úplně první chorvatskou památkou na tomto seznamu. Muzeum a naleziště hrají důležitou roli v evropských dějinách a kultuře, protože nálezy objevené v této lokalitě měly silný vliv na vznik různých teorií o evoluci člověka, přežití naší civilizace a na způsob života lidských společenství, včetně jejich tradic a zvyků v pleistocenní epoše v Evropě.